# Mickey Track
Le Mickey Track est un système informatique, développé par Disney, permettant de prendre en charge des tâches de coordination d'une musique avec le suivi d'une flotte de char lors de parades dans un parc d'attractions.

## Historique
La bande sonore de la parade America on Parade, lancée en 1975, fut le premier projet de Don Dorsey pour Disney.[réf. nécessaire]
Durant les travaux préparatoire de représentation de la parade, Dorsey imagina un système basé sur de la coordination et le travail minuté. Selon les spécifications stipulées par Dorsey, Disney développa un système contrôlé par ordinateur contrôlant la musique lors des représentations de la parade. Le système fut achevé et mis en place en 1980 à Disneyland et baptisé Mickey Track.
Le système a depuis été amélioré et généralisé dans tous les parcs Disney.

## Source
- http://www.dorseyproductions.com/dscoop.htm